# Plaza Jardín de la Abadía

## Ubicación

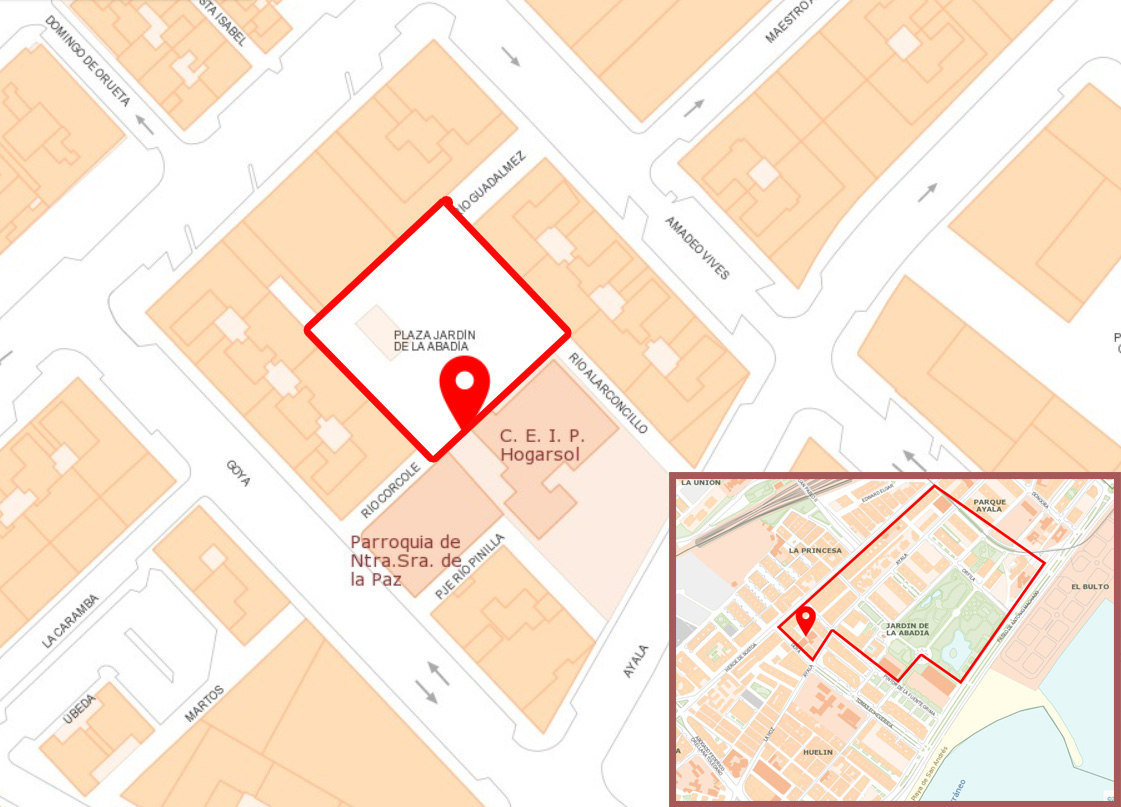
Ubicación de la Plaza Jardín de la Abadía y sus accesos

Este recinto está situado a espaldas del CEIP Hogarsol de Málaga en el barrio conocido como “Jardín de la Abadía”, se encuentra encajonado entre varios bloques de pisos de gran altura construidos a finales de los años 60 del siglo XX. El acceso se hace mediante tres pasajes:
- Pasaje Río Guadalmez (al este, desde la calle Amadeo Vives)
- Pasaje Río Alarconcillo (al sur, desde la calle Ayala)
- Pasaje Río Corcole (al oeste,desde la calle Goya)

Se cree que pudiera haber existido también un pasaje abierto al norte, que comunicaría la calle Héroe de Sostoa con la plaza. En nuestros días se encuentra cerrado por un construcción de baja altura.
La plaza hace homenaje a un antiguo jardín de aclimatación de plantas que se desarrolló en los terrenos cercanos al camino de Churriana a principios del siglo XIX.

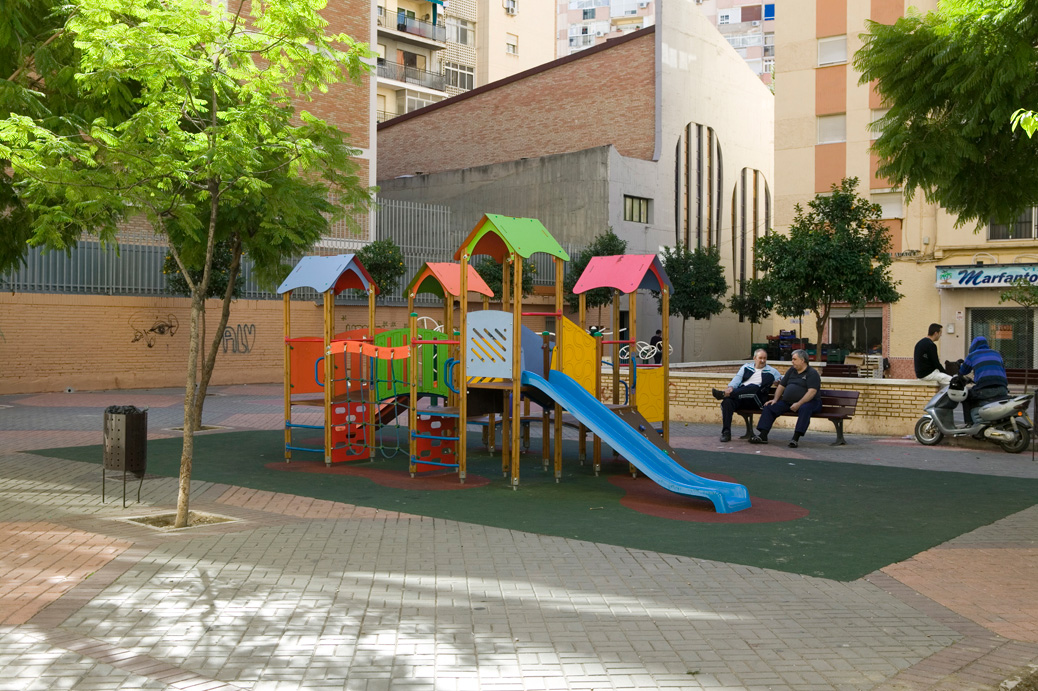
Plaza antes de la remodelación de 2018, vista de la Iglesia

El nombre del barrio le fue dado en los años 70 por Luis García Ruti, uno de los dueños de la promotora Genco, llevando a la confusión de que quizás en este lugar hubiera podido existir una Abadía en algún momento. Nada más lejos de la realidad. El nombre del barrio, y por lo tanto de la plaza, viene del teniente general de los ejércitos nacionales Don Francisco Javier Abadía, un militar barcelonés retirado de orígenes aragoneses, que luchó en la guerra de la Independencia.

## De 1820 a 1823 - El sueño de Francisco Javier Abadía
A finales del año 1820 y principios de 1821 se produjo la reorganización de la Sociedad Económica de Amigos del País (SEAP) de Málaga, de la cual fue nombrado vicepresidente Fco. Javier Abadía. Las SEAP en España fueron sociedades ilustradas que se comenzaron a formar a finales del siglo XVIII y pasaron por varios momentos de crisis y refundaciones a lo largo de más de dos siglos hasta llegar a nuestros días. Su finalidad era (y es) contribuir a mejorar la situación de sus respectivas ciudades de manera altruista mediante la aplicación de distintos mecanismos: enseñanza, modernización, obras públicas…
En el periodo que nos ocupa, que va de 1820 a 1823, nos encontramos con una pléyade de ideas que abarcaban desde mejoras en los sistemas de canalización de agua hasta el impulso de técnicas agrícolas a llevar a cabo de un modo práctico mediante, entre otras cosas, los Jardines de Aclimatación.

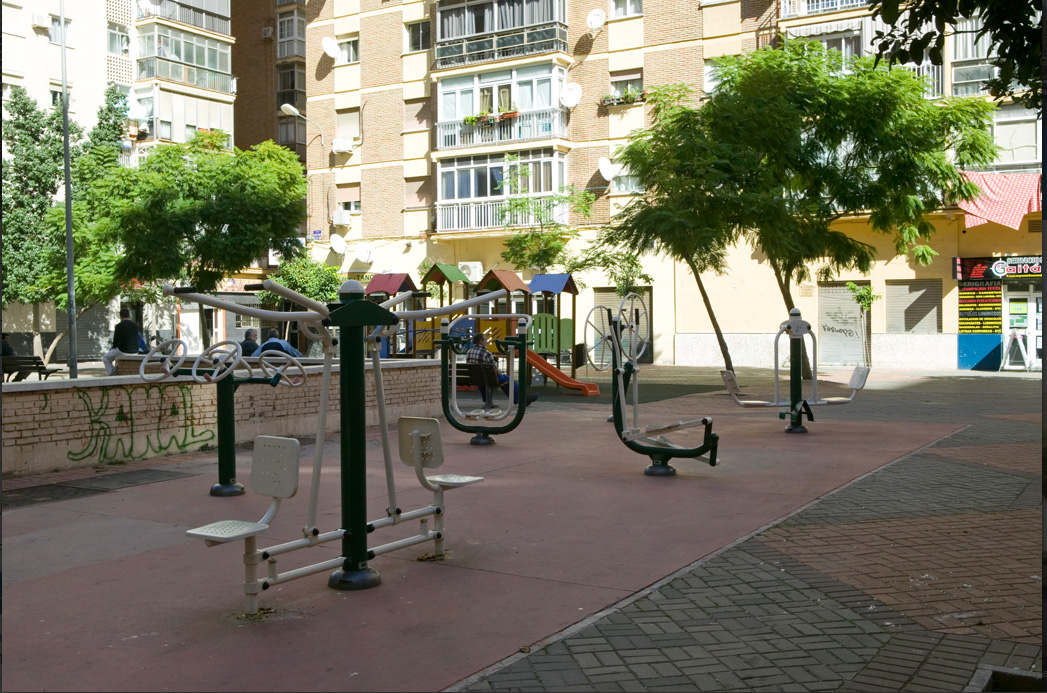
Plaza antes de la remodelación

En un primer momento se solicita al Ayuntamiento el terreno del antiguo Convento de la Victoria así como la huerta aledaña a este para crear uno de estos jardines. Pero Don Francisco J. Abadía ya tenía en su cabeza la idea de crear uno mucho mayor en las inmediaciones del antiguo camino de Churriana, zona dentro de la que se encuentra nuestro barrio.
Abadía sabía que para que resultase realmente efectivo para su fin, los terrenos en los que se desarrollase el jardín tendrían que pertenecer a la SEAP, pero también sabía que probablemente el Ayuntamiento no accediera a venderlos, por lo que se dirigió directamente al gobernador provincial para pedirle que intercediera ante el Ayuntamiento. El gobernador accedió a ello, pero por el motivo que fuera finalmente no se llegó a realizar la compra de los terrenos.
Lo que sí que se consiguió fue el permiso para la creación del Jardín de Aclimatación por parte de la SEAP en dichos terrenos, bajo la dirección del brigadier Don José Carrillo de Albornoz y Don José Pedro Casado, que llevaron a cabo su labor con mucho acierto, consiguiendo un jardín en el que se aclimataron plantas exóticas de gran belleza. Su puesta en funcionamiento se hizo mediante el trabajo de 70 presidiarios que el gobernador puso a disposición de la SEAP para dichos fines, pero pronto comenzaron las disputas con el Ayuntamiento por obtener su dirección.

## De 1823 a 1832 - Primera privatización
Cuando la SEAP desaparece en 1823, los gobernadores de Málaga se apropian del jardín con sus árboles, herramientas y semillas con el fin de patrimonializarlo y usarlo en beneficio propio.

## De 1832 a 1836 - Un nuevo intento

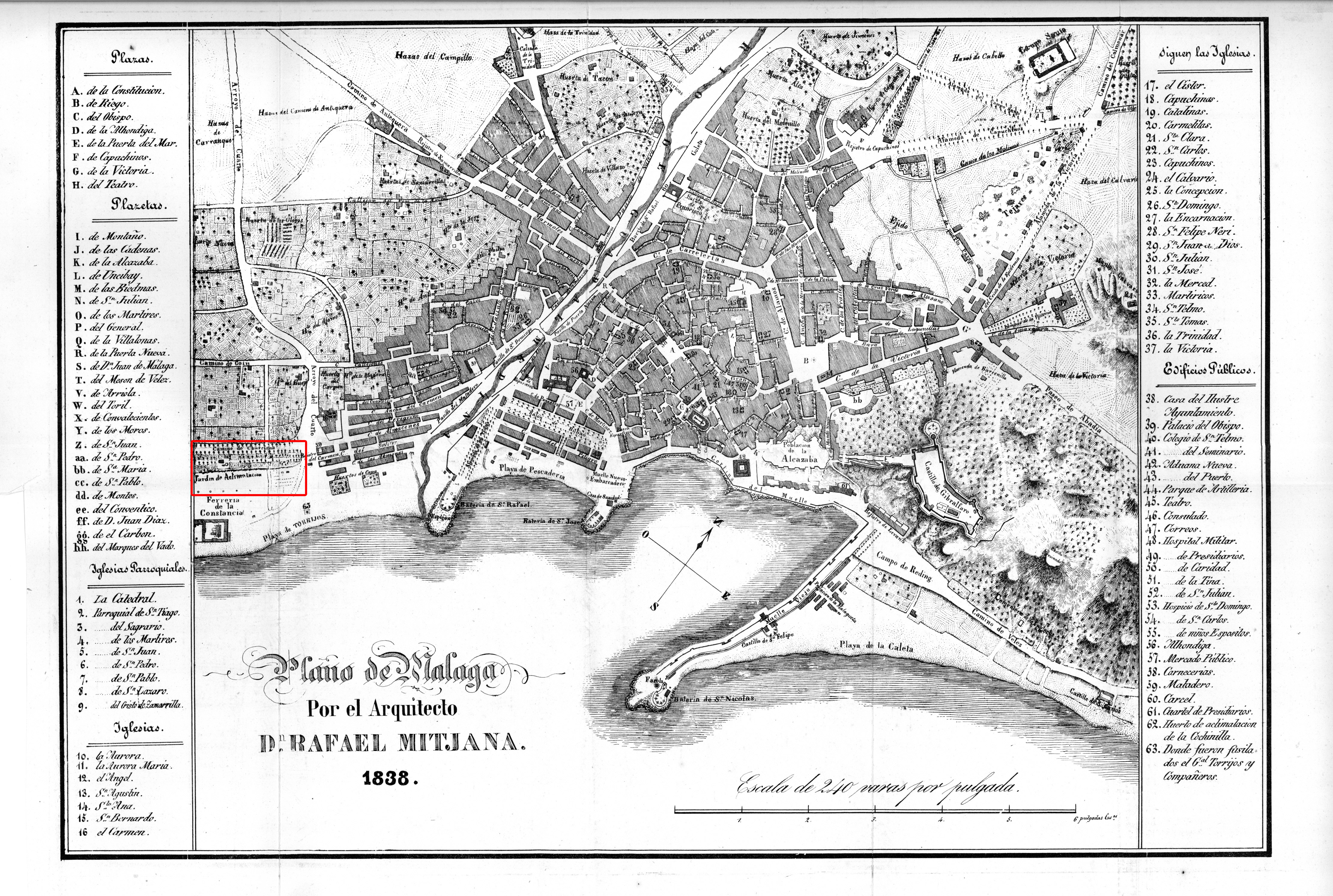
Ubicación del Jardín de Aclimatación según el plano de Rafael Mitjana de 1838

Pasados los años, en 1832, el gobierno de nuevo se interesa por el jardín, y le devuelven su antigua finalidad, se nombran directores a D. Manuel Agustín Heredia y a D. Miguel Cruz y se plantan distintas clases de árboles frutales y cultivos que se distribuyen entre los labradores.
En 1936, desaparecidos sus directores, la SEAP teme que el jardín se vuelva a privatizar y por ello se dirige al gobierno para volver a solicitar su dirección para, por fin, poder llevar a cabo la primitiva idea de crear una cátedra de agricultura práctica.

## A partir de 1841 - Segunda privatización
En 1841 estos terrenos pasaron de nuevo a manos privadas, y su dueño, Francisco Reboul, mantuvo su utilización como terrenos de uso agrícola (en gran parte algodón) con cultivos que más adelante estarían vinculados a la industria textil, y más concretamente a una cercana fábrica perteneciente a la familia Larios.
La mayor parte de esta información viene de los boletines de la SEAP de 1863, en las que se relatan todas estas vicisitudes por las que pasaron sus anteriores miembros. Probablemente se encontraban interesados en recuperar los grandes proyectos de esos años como el jardín de aclimatación de Churriana., como se dio en llamar, pero está claro que no lo consiguieron, dado que vemos que finalmente los terrenos se privatizan de nuevo para ser vendidos a terceros, y en ellos se construyen las casitas del barrio de la Isla.

## SigloXXy actualidad

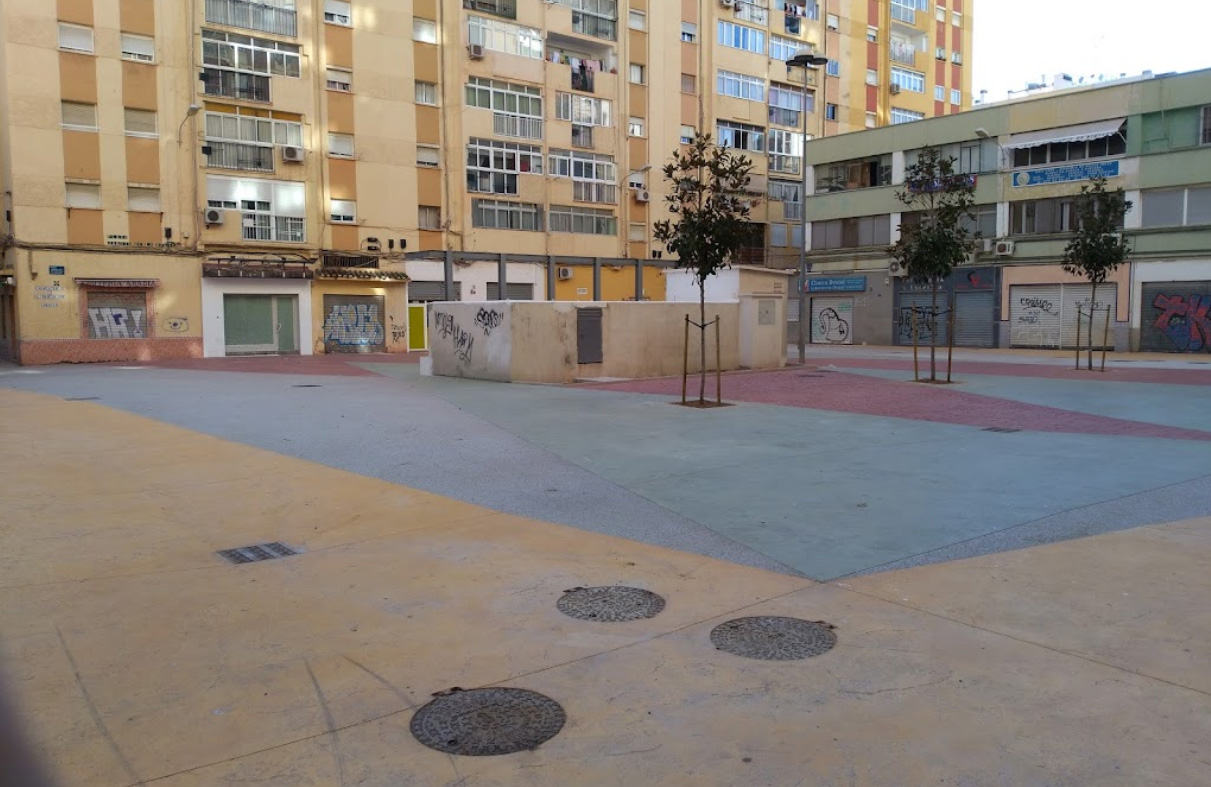
Aspecto actual de la plaza

Finalmente, como decíamos al principio, a finales de los 60 y principios de los 70 del siglo XX, la promotora Genco se encarga de la construcción de los bloques de pisos que forman el actual barrio, y se renombra como “Jardín de la Abadía”. Actualmente la plaza ha tenido varias remodelaciones; en la última de ellas se ha elevado la estructura que cobija el aljibe, se han eliminado los bancos y se han sustituido los árboles. Existe un proyecto vecinal en el que participa varios agentes sociales como la Parroquia de La Paz, el propio colegio así como la asociación de comerciantes del barrio y algunas asociaciones de vecinos para resignificar la plaza y que realmente se conozca la labor que Francisco J. Abadía y demás miembros de la SEAP de su tiempo llevaron a cabo de manera tan desinteresada en beneficio del barrio y de la ciudad en general.